# Okół (województwo świętokrzyskie)
Okół – wieś w Polsce, położona w województwie świętokrzyskim, w powiecie ostrowieckim, w gminie Bałtów.
| SIMC    | Nazwa                | Rodzaj      |
| ------- | -------------------- | ----------- |
| 0226448 | Ignacówka            | część wsi   |
| 0226454 | Kazimierzówka        | część wsi   |
| 0226460 | Leśniczówka Potoczek | osada leśna |
| 0226477 | Niziny               | część wsi   |
| 1018500 | Olesica              | część wsi   |

W latach 1975–1998 miejscowość położona była w województwie kieleckim.
Okół położony jest nad rzeką Kamienną. Przez miejscowość przebiega droga wojewódzka nr 754 z Ostrowca Świętokrzyskiego do Solca nad Wisłą.
W miejscowości znajduje się parafialny kościół polskokatolicki pw. św. Franciszka z Asyżu.

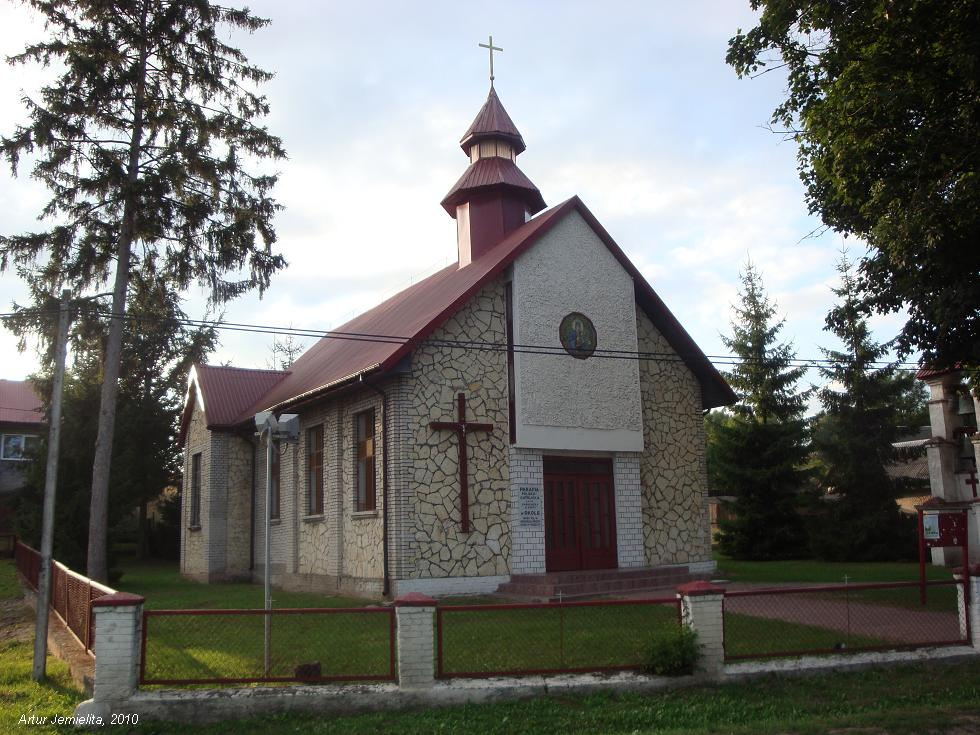
Kościół polskokatolicki pw. św. Franciszka z Asyżu